# モンフラグエ国立公園
モンフラグエ国立公園（スペイン語: Parque Nacional Monfragüe）は、スペイン・エストレマドゥーラ州にある国立公園。IUCNカテゴリーはII。 

## 歴史

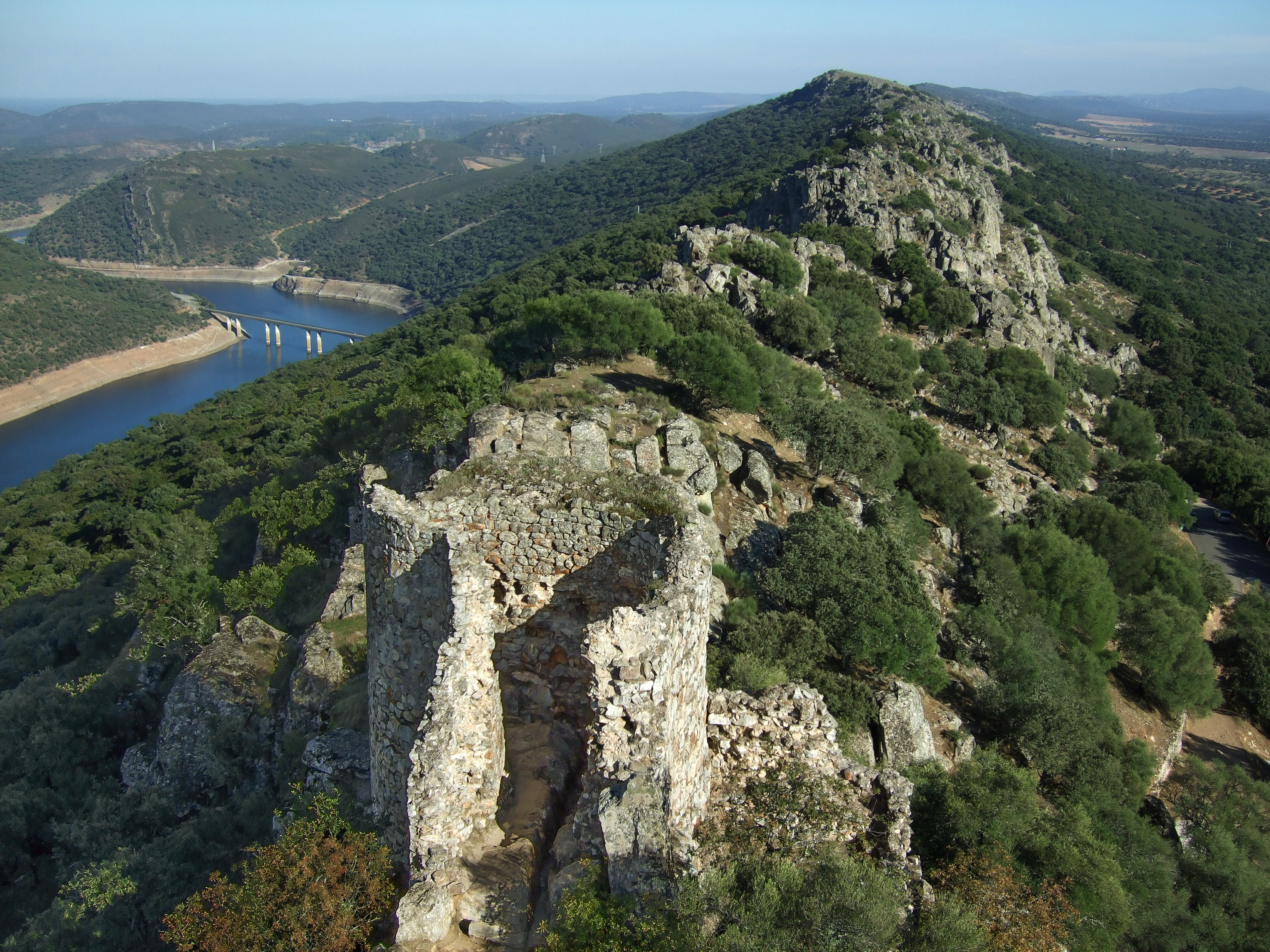
モンフラグエ城の廃墟と公園の景観

伝統的にこの地域の土地は主に低集約農業に使用されるが、1960年代から1970年代には二つの大きな変化を経験した。まずはタホ川（テージョ川）にダムが建設され、この地域の流路に影響を与えた。さらにはユーカリを植林するプロジェクトによって地域の一部が影響を受けた。ユーカリは成長が早いが、土着の動植物を扶養しないのである。ユーカリは非在来種であり、現在では根絶されている。なお、スペインの国立公園では商業植林は禁止されている。
1979年にはスペインの国立公園制度の下位区分である自然公園が設置され、モンフラグエ自然公園となった。2003年にはユネスコの生物圏保護区となった。2007年にはスペイン国会によって国立公園の地位が付与され、モンフラグエ国立公園が成立した。

## 地理

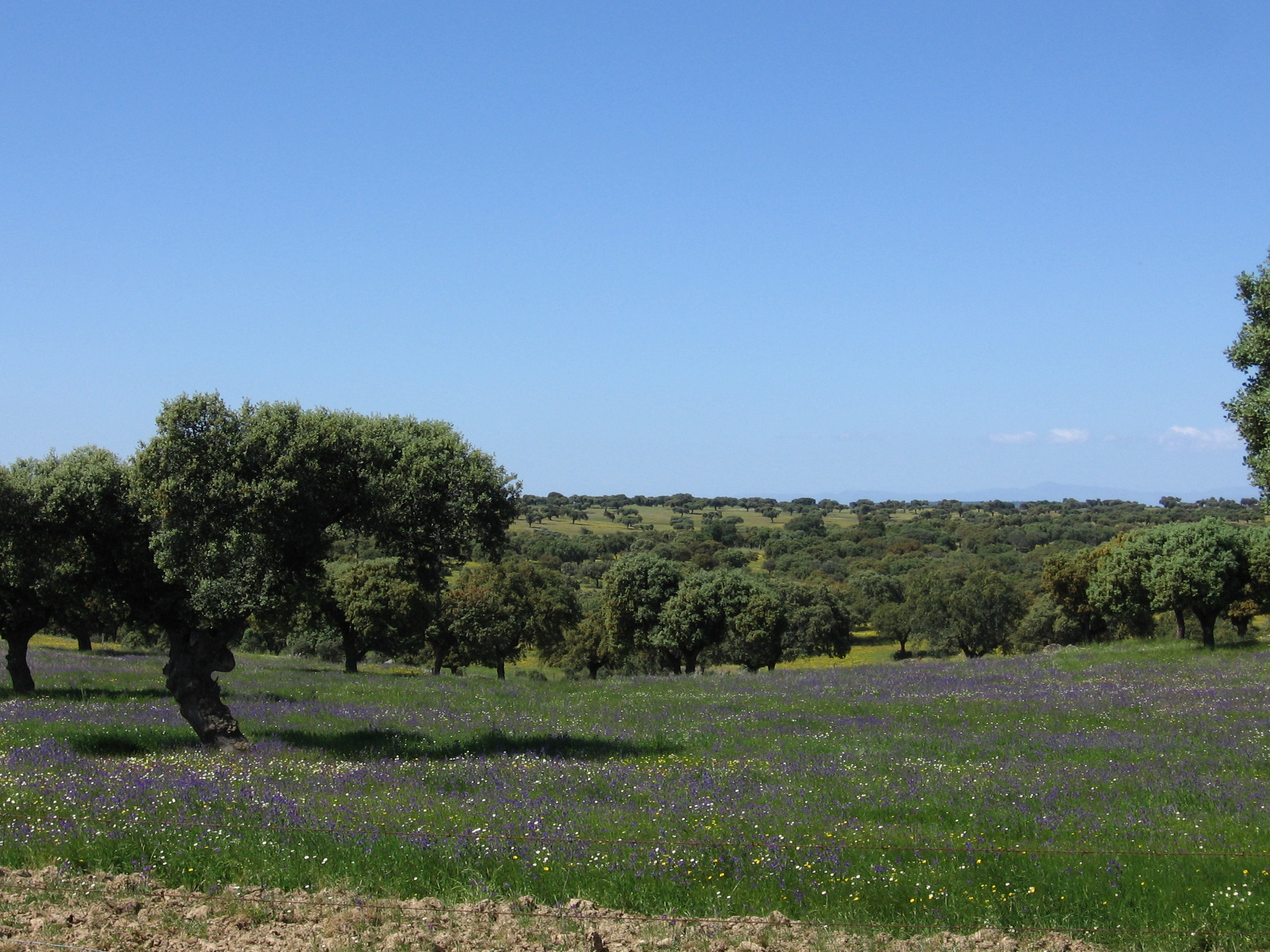
セイヨウヒイラギガシが生えるトルヒーリョ付近のデエサ

本公園はエストレマドゥーラ州カセレス県トルヒーリョとプラセンシアの中間に位置し、両都市を結ぶエストレマドゥーラ州道EX-208号線沿いにある。タホ川（テージョ川）に沿って東西に長く、タホ川とティエタル川の合流部は公園内にある。タホ川は山地を切り開いて流れており、公園の西部に印象的な岩面のペナファルコンを形成している。公園の東部にはモンフラグエ城がある。
北東からティエタル川が公園の内部に入り、ペナファルコンのちょうど東側でタホ川に合流する。植生としては大規模な雑木林や小さなオークの森などがあり、地形としては数多くの断崖や岩面がある。公園内にある村はビリャレアル・デ・サン・カルロスただ一つであり、この村の人口は約20-30人である。ビリャレアル・デ・サン・カルロスの村やペナファルコンの近くにはモンフラグエ修道院がある。

## 動植物
この国立公園を特徴づけているのは鳥類である。哺乳類ではジャコウネコ科ジェネット属、マングース科、ヤマネコ、イノシシ、スペインオオヤマネコなどが生息している。

### 鳥類

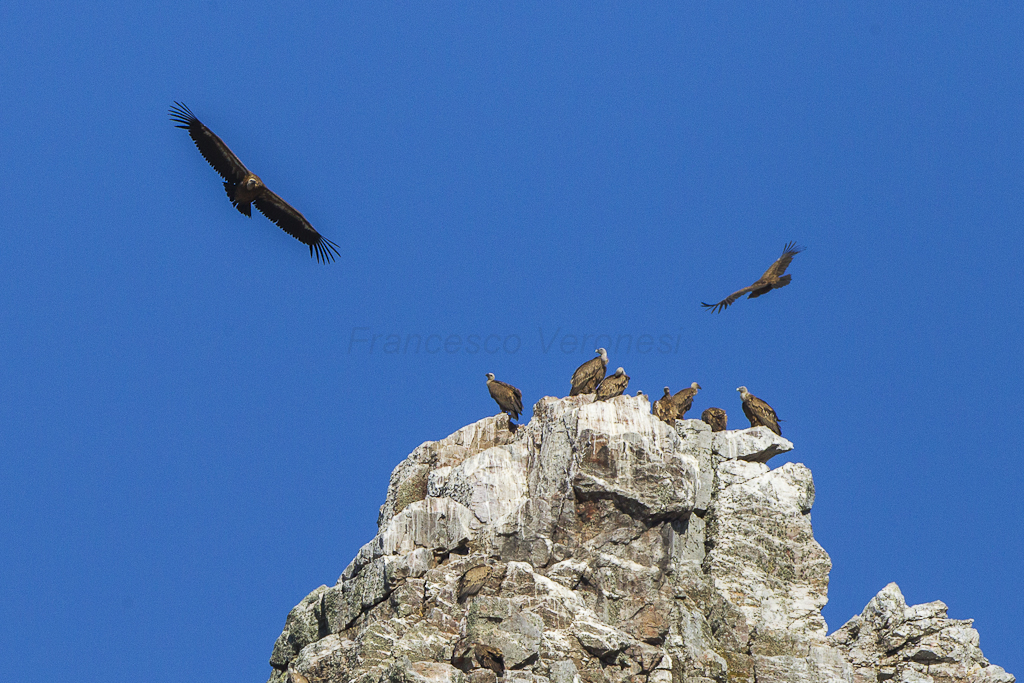
ペナファルコンの頂上に集う猛禽類

1988年、欧州連合はモンフラグエを鳥類特別保護地域(SPA)に指定した。この保護地域の範囲は営巣地が集中している国立公園の境界を超えて、鳥類が餌をとる周辺の牧草地まで伸びている。
モンフラグエ国立公園は鳥類の生息地として有名であり、20種類以上の猛禽類が生息している。絶滅の危機にあるイベリアカタシロワシとクロハゲワシについては、世界全体の生息数のかなりの割合がこの国立公園にあり、クロハゲワシの世界最大の繁殖地である。さらには、シロエリハゲワシの濃度の高い繁殖地であり、その他にはイヌワシ、ボネリークマタカなど、15種以上の繁殖種が集まっている。公園内部を流れるタホ川北側の岩山や断崖はヨーロッパ中・アメリカ大陸中から写真家を引き寄せている。スペイン政府はタホ川の流路に猛禽類の観察板を設置している。
その他の重要な繁殖種としてはナベコウやワシミミズクなどがおり、オナガが高密度で集まっている。セジロネズミドリが繁殖するヨーロッパで数少ない場所のひとつでもある。カタグロトビ、アオバカササギなども生息しており、冬季にはヨーロッパアオサギが訪れる。

### 植物
モンフラグエ国立公園では地中海性の森林（灌木林）であるデエサと呼ばれる景観がみられる。デエサとはコルクガシやセイヨウヒイラギガシ（トキワガシ）のある草地のことであり、イベリア半島とアフリカ大陸北西部に限って見られる。

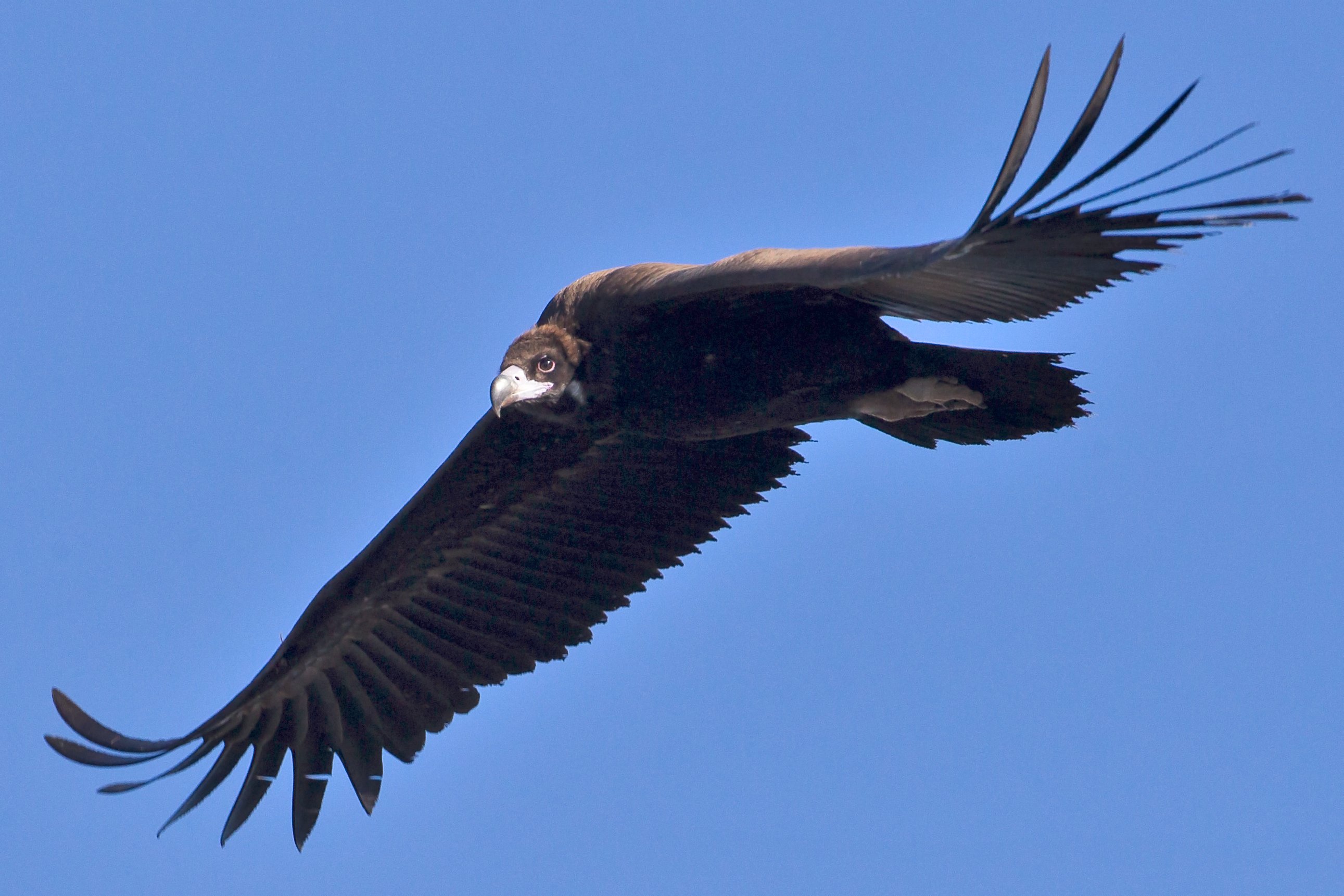
クロハゲワシ
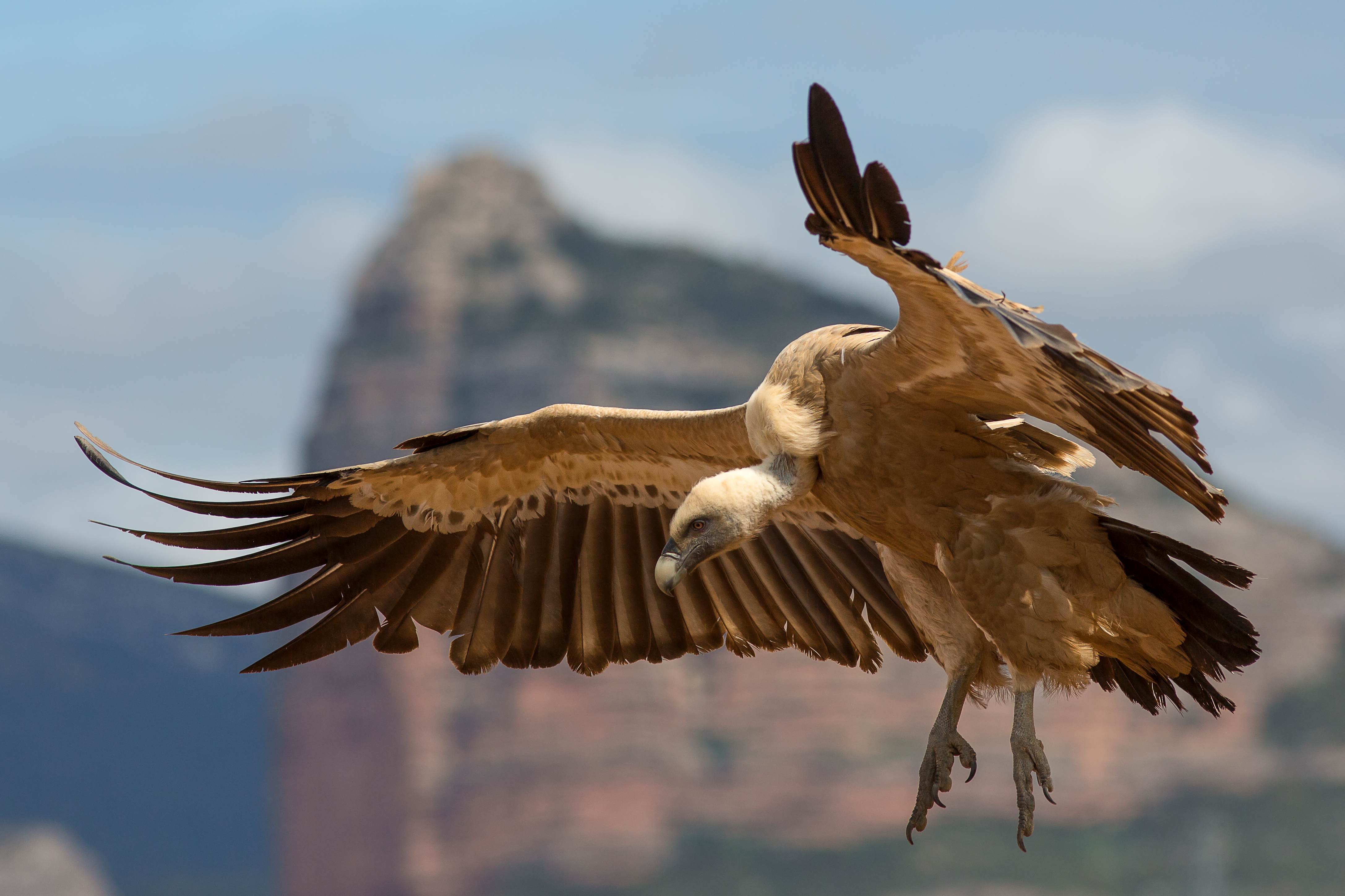
シロエリハゲワシ
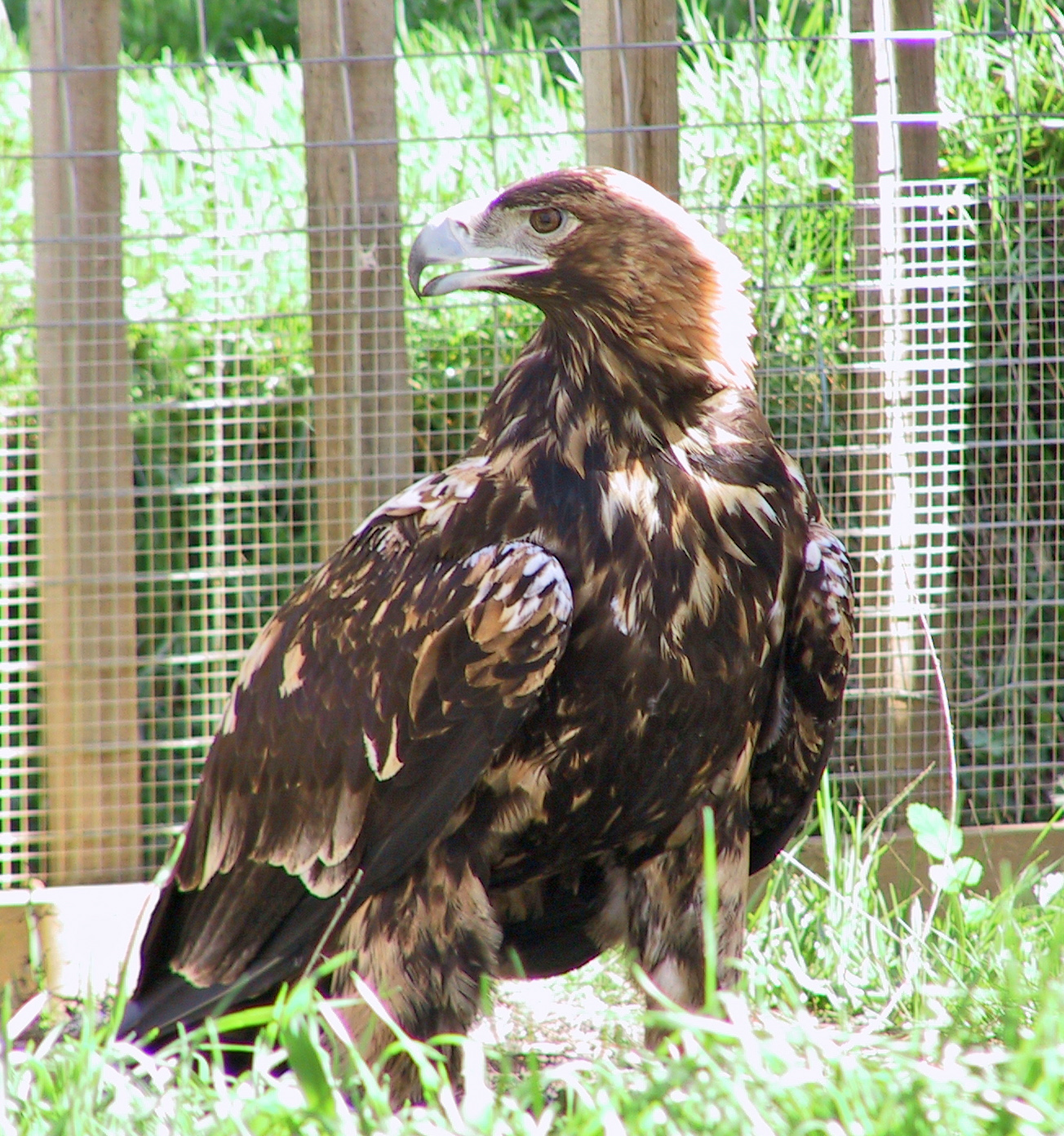
イベリアカタシロワシ
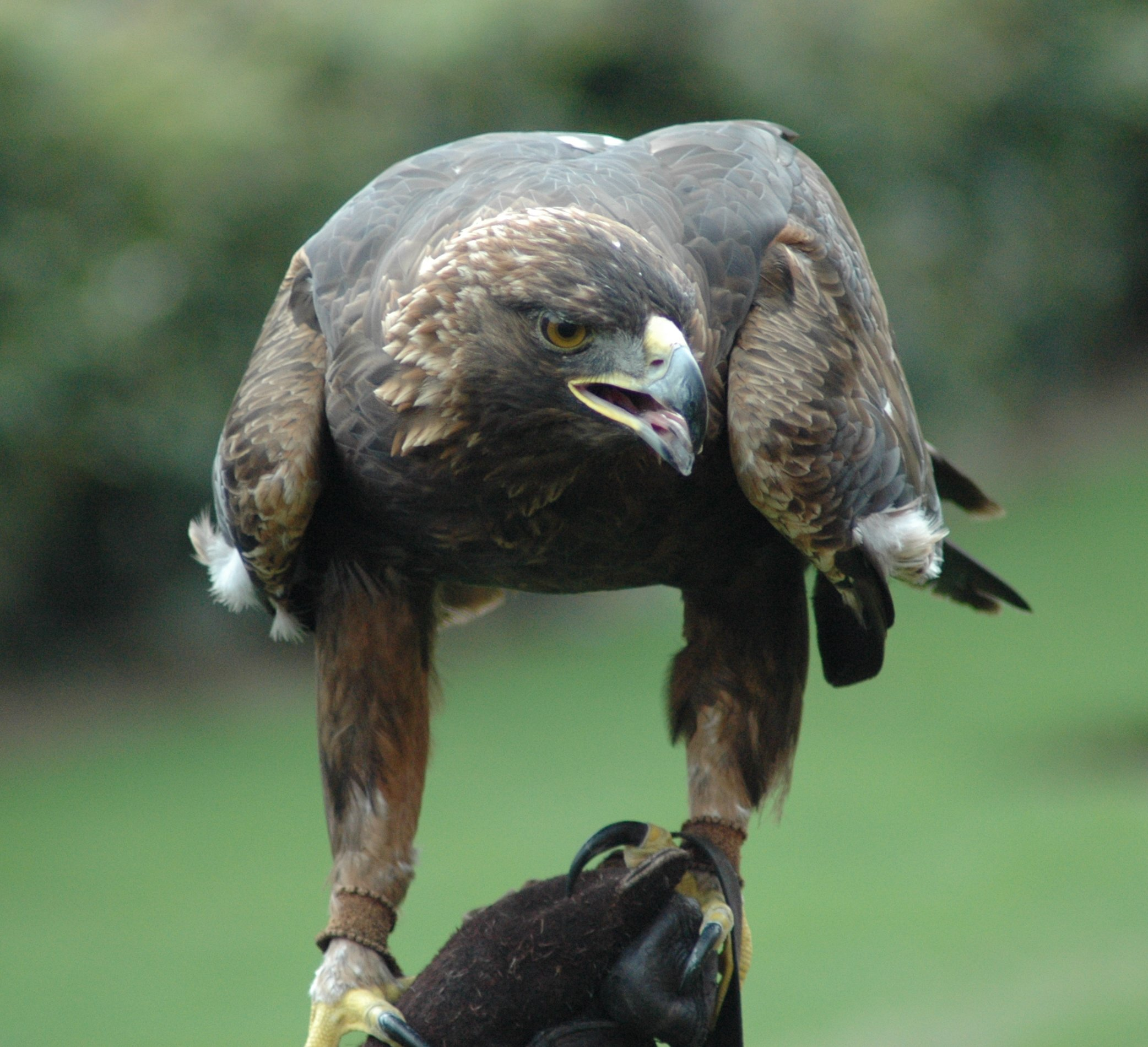
イヌワシ
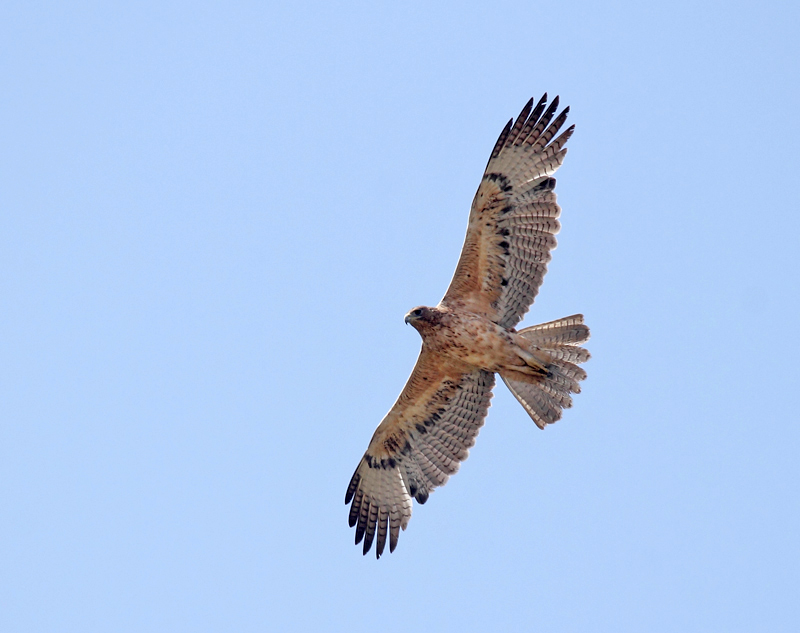
ボネリークマタカ